# Hualfín
Hualfín es una localidad de la provincia argentina de Catamarca, dentro del departamento Belén.
Se encuentra sobre la Ruta Nacional 40, a 63 km al norte de la ciudad de Belén por camino totalmente pavimentado, y a 112 km al sudoeste de Santa María por camino también completamente asfaltado.
Hualfín es un poblado pequeño que se encuentra rodeado de viñedos y posee una de las capillas más ilustres de la Argentina, la iglesia de Nuestra Señora del Rosario, fundada en 1770.

## Capilla Nuestra Señora del Rosario
La capilla es la segunda más antigua de la provincia de Catamarca y data de 1770. La mandó a construir María de Medina y Montalvo, una dama tucumana descendiente de la familia que recibió estas tierras como premio a su triunfo contra el temible cacique Chelemín (también citado como Chalimín) en el marco de las segundas guerras calchaquíes. 
Decorada con deliciosas pinturas e ingenuos motivos de animales en tono pastel, rodeados de columnas torneadas, esta iglesita tiene nave única y una torre campanario tan blanca como verde es el paisaje del fondo.

## Población
Cuenta con 987 habitantes (Indec, 2010), lo que representa un leve descenso del 0,6% frente a los 993 habitantes (Indec, 2001) del censo anterior.
| Gráfica de evolución demográfica de Hualfín entre 1991 y 2010 |
|                                                               |
| Fuente: Censos nacionales del INDEC                           |

## Sismicidad
La sismicidad de la región de Catamarca es frecuente y de intensidad baja, y un silencio sísmico de terremotos medios a graves cada 30 años en áreas aleatorias. Sus últimas expresiones se produjeron:
- 21 de octubre de 1966 (58 años), a las 12.39 UTC-3 con 5,0 Richter; como en toda localidad sísmica, aún con un silencio sísmico corto, se olvida la historia de otros movimientos sísmicos regionales
- 3 de noviembre de 1973 (51 años), a las 14.17 UTC-3 con 5,8 Richter: además de la gravedad física del fenómeno se unió el olvido de la población a estos eventos recurrentes
- 7 de septiembre de 2004 (20 años), a las 8.53 UTC-3, con una magnitud aproximadamente de 6,5 en la escala de Richter (terremoto de Catamarca de 2004)[3]

## Imágenes

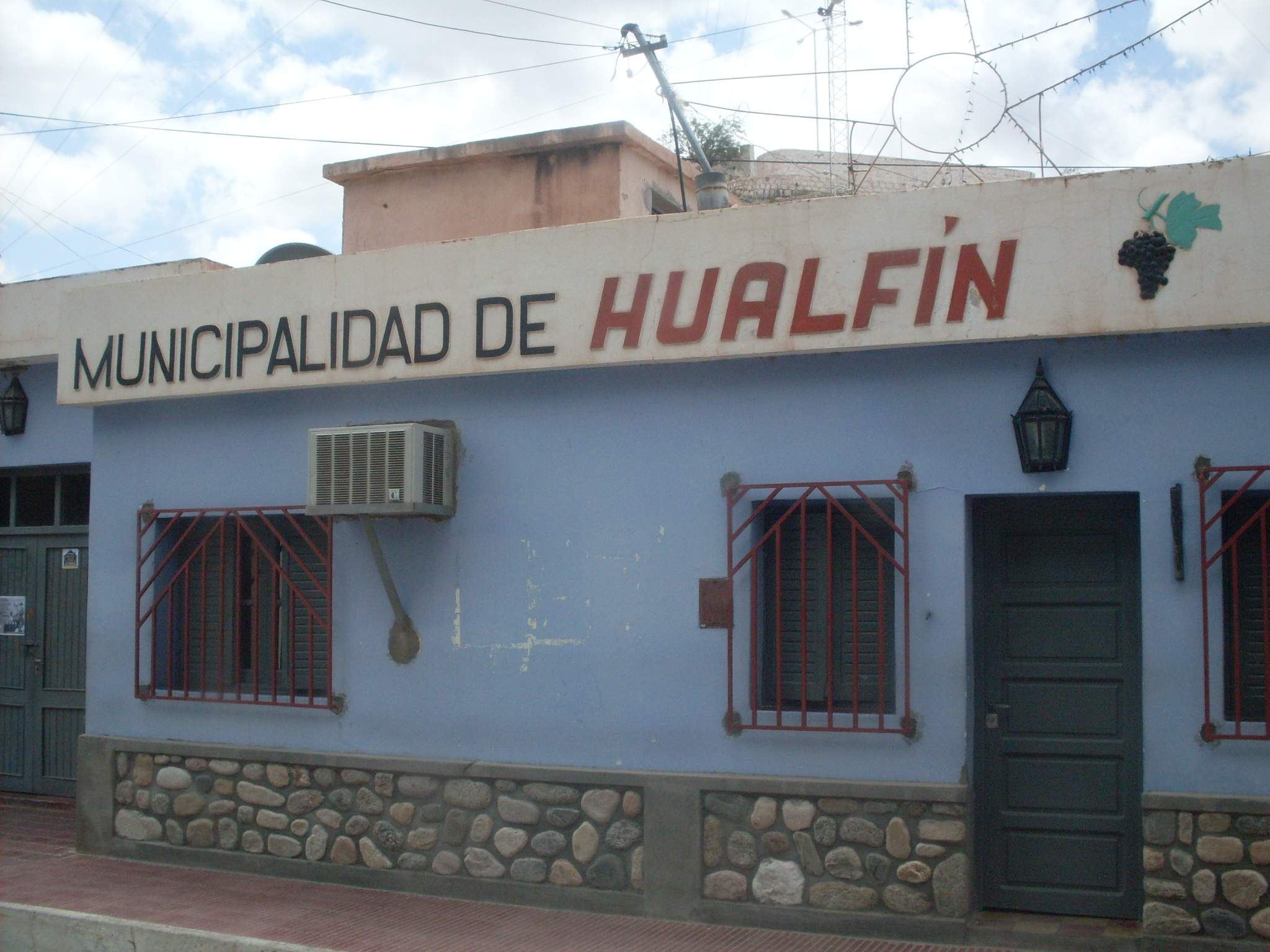
Municipalidad de Hualfín
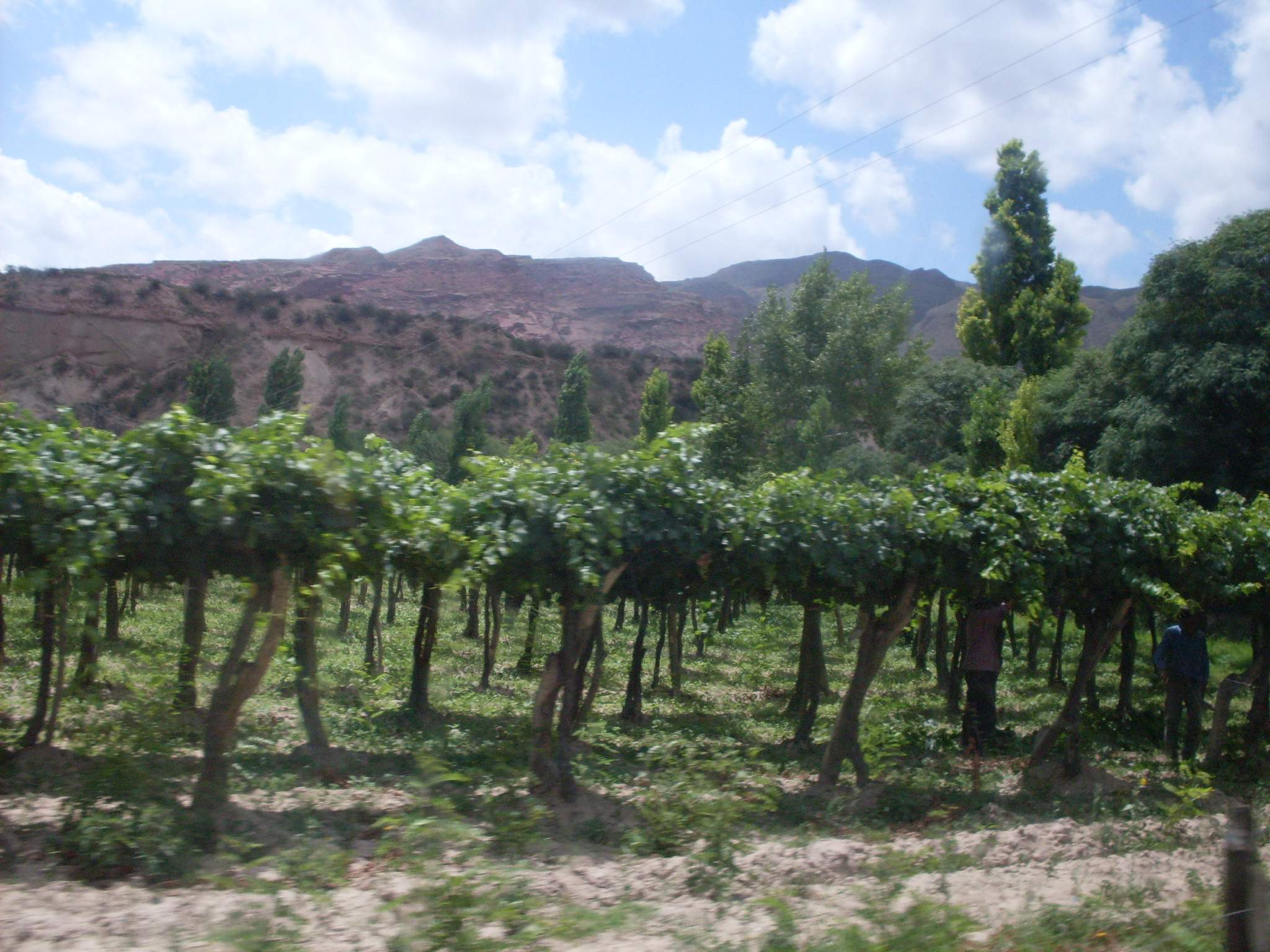
Viñedos en Hualfín

## Parroquias de la Iglesia católica en Hualfín
| Diócesis  | Catamarca                  |
| --------- | -------------------------- |
| Parroquia | Nuestra Señora del Rosario |